# Liste der Monuments historiques in Cuves (Haute-Marne)
Die Liste der Monuments historiques in Cuves führt die Monuments historiques in der französischen Gemeinde Cuves auf.

## Liste der Objekte
| Bezeichnung      | Beschreibung             | Standort                     | Kennzeichnung | Schutzstatus | Datum | Bild |
| ---------------- | ------------------------ | ---------------------------- | ------------- | ------------ | ----- | ---- |
| Prozessionskreuz | Metall, versilbert, 1748 | in der Kirche St-Eloi (Lage) | PM52000400    | Classé       | 1976  |      |